# Оленовка (Бердянский район)
Оленовка (укр. Оленівка) — село,
Долинский сельский совет,
Бердянский район,
Запорожская область,
Украина.
Код КОАТУУ — 2320682004. Население по переписи 2001 года составляло 127 человек.

## Географическое положение
Село Оленовка находится на левом берегу реки Чокрак в месте её впадения в реку Обиточная,
выше по течению на расстоянии в 1 км расположено село Долинское,
на противоположном берегу реки Обиточная — село Шевченково.

## История
- 1813 год — дата основания как село Розенфельд.
- В 1918 году переименовали в село Оленовка.